# William Collings Lukis
William Collings Lukis (Guernsey, 8 april 1817 – Wath, North Yorkshire, 7 december 1892) was een Brits predikant, oudheidkundige, archeoloog en uomo universale.

## Leven en werk
Lukis werd in 1817 geboren als derde zoon van Frederick Corbin Lukis en Elizabeth Collings. Hij studeerde vanaf 1836 onder andere geologie  aan Trinity College in Cambridge, waar hij in 1843 afstudeerde. Twee jaar daarvoor, in 1841, was hij predikant geworden in Salisbury, een beroep dat hij tot zijn overlijden in 1892 zou uitoefenen. De langste tijd was hij in die functie werkzaam in Wat.  Hij was getrouwd met Lucy Adelaide, dochter van sir Thomas Fellowes.
Maar Lukis is voornamelijk bekend geworden vanwege zijn onderzoek naar de megalieten in Engeland, Wales, schotland, Frankrijk, Algerije en Nederland. Met sir Henry Dryden, een vriend van de universiteit, onderzocht hij megalithische bouwwerken. Zijn verzameling vondsten werd na zijn dood aangekocht door het British Museum.

## Society of Antiquaries[1]
In Engeland ontstond in de jaren zeventig van de 19e eeuw bezorgdheid over de wijze waarop in Nederland hunebedden werden gerestaureerd. In die kringen was men vooral bezorgd dat met de restauraties het oorspronkelijk beeld van de situatie verloren zou gaan. De directeur van de Society of Antiquaries in Londen verzocht de oudheidkundigen William Collings Lukis en sir Henry Dryden om de staat waarin de hunebedden zich op dat moment bevonden nauwkeurig vast te leggen. Zij bezochten in juli 1878 Drenthe en brachten veertig hunebedden op de Hondsrug in kaart. Ze hebben opmetingen verricht en beschreven de aangetroffen situatie, die zij tevens vastlegden in een serie aquarellen. Hun rapportage aan de Society of Antiquaries verscheen echter niet in druk. Hun materiaal werd bewaard bij de Society of Antiquaries, het Guernsey Museum & Art Gallery en het Drents Museum. Het Ashmolean Museum in Oxford bezit kopieën van hun werk. In 2015 publiceerde de Drentse archeoloog dr. Wijnand van der Sanden alsnog hun werk. Hij voorzag hun materiaal van een uitgebreide inleiding. Ook schetste hij de ontwikkelingen met betrekking tot het archeologisch onderzoek van de hunebedden na hun onderzoek tot 2015. Hij gaf als oordeel dat het werk van Lukis en Dryden van hoge kwaliteit was. In het Drents Museum was in 2015 een tentoonstelling over het werk.